# Microdipoena yinae
Espèce
Synonymes
- Mysmenella yinae Lin & Li, 2013

Microdipoena yinae est une espèce d'araignées aranéomorphes de la famille des Mysmenidae.

## Distribution
Cette espèce est endémique du Sichuan en Chine. Elle se rencontre dans le xian de Jiuzhaigou entre 2 462 et 2 495 m d'altitude.

## Description
Le mâle holotype mesure 0,93 mm et la femelle paratype 1,07 mm, les mâles mesurent de 0,84 à 0,95 mm et les femelles de 0,80 à 1,29 mm.

## Étymologie
Cette espèce est nommée en l'honneur de Chang-min Yin.

## Publication originale
- Lin & Li, 2013 : Five new minute orb-weaving spiders of the family Mysmenidae from China (Araneae). Zootaxa no 3670(4), p. 449-481.